# Sauve qui peut (la vie)
Pour plus de détails, voir Fiche technique et Distribution.
Sauve qui peut (la vie) est un film franco-suisse réalisé par Jean-Luc Godard, sorti en 1980. Il est présenté en compétition au Festival de Cannes 1980.
C'est selon Godard le « deuxième premier film » de sa carrière. Il représente le retour du réalisateur franco-suisse à une forme d'art plus traditionnelle, après la période d'avant-garde et d'engagement politico-artistique qui a marqué sa production depuis 1968 et sa participation au projet cinématographique du groupe Dziga Vertov. C'est le premier des Godard produit par Alain Sarde, et le film est dialogué par Anne-Marie Miéville et Jean-Claude Carrière, avec plusieurs passages inspirés des écrits de Charles Bukowski.
Sauve qui peut (la vie) est aussi le premier de quatre films d'une certaine beauté formelle (les suivants seront Passion, 1982, Prénom Carmen, 1983 et Je vous salue, Marie, 1985), qui auront un bon succès public et un accueil critique quasi unanime. Ce premier film a toutefois choqué une partie du public et de la critique de par son obscénité et sa violence.

## Synopsis
Le film est divisé en six parties précédées d'intertitres, dont les deux premières constituent presque un court prologue.
–1 Sauve qui peut
Des nuages blancs dérivent dans un ciel bleu et clair, comme toile de fond du générique du film.
0 La Vie
Paul Godard, réalisateur de télévision, vit dans une chambre d'hôtel après s'être séparé de la femme avec laquelle il vivait, Denise. Elle part à vélo hors de la ville, sur une route qui longe un lac, au milieu d'un paysage alpin.
1 L'Imaginaire
Pendant que la femme de chambre nettoie sa chambre, Paul quitte l'hôtel, poursuivi par le concierge. L'homme, qui parle un italien mâtiné de français, lui fait des avances sexuelles sans équivoque : il lui dit qu'il l'aime et lui offre son corps. Paul le rejette, irrité, peut-être pas pour la première fois.
Denise s'arrête avec son vélo dans un café de campagne, elle cherche un certain Piaget. Elle le trouve dans la foire du village et ils concluent un accord : Denise travaillera dans son imprimerie après avoir quitté son emploi actuel à la chaîne de télévision. Immédiatement après, Denise se rend chez une amie propriétaire d'une ferme, chez qui elle emménage après sa séparation d'avec Paul, car ils ont décidé de louer leur appartement en ville à une tierce personne.
Paul s'adresse aux élèves d'un lycée pour compenser l'absence de la réalisatrice et écrivain Marguerite Duras : il est allé la chercher à la gare mais elle n'est pas arrivée, ou peut-être n'a-t-il pas eu la patience d'attendre. L'homme reprend une phrase de sa collègue la plus célèbre : « Je fais des films pour passer le temps ; si j'en avais la force, je ne ferais rien ».
2 La Peur
Paul va chercher sa fille Cécile, 12 ans, à l'entraînement de football féminin. La mère de Cécile, Paulette, et lui sont séparés. Paul emmène sa fille avec lui au studio de télévision, où Denise attend Marguerite Duras pour une émission. Lorsqu'elle apprend que l'écrivaine n'est pas venue, elle s'emporte contre Paul et l'accable d'un flot d'insultes sous les yeux de sa fille.
Paul ramène sa fille chez son ex-femme, Paulette. Ils déjeunent tous les trois dans un restaurant, la femme demande et reçoit sa pension alimentaire mensuelle. Cécile réclame son cadeau d'anniversaire, le père le lui donne sans ménagement et s'en va en accusant les deux de ne penser qu'à l'argent.
Paul rencontre Denise dans un café en plein air. La rancœur de l'échec du spectacle avec Marguerite Duras a disparu. Maintenant qu'ils ont décidé de se séparer, ils se remémorent le temps passé ensemble, le temps du travail en commun et de l'amour.
Laissé seul, Paul fait la queue à l'entrée d'un cinéma, mais il est abordé par une prostituée qui se propose aux spectateurs masculins avec circonspection. Il accepte et tous deux se rendent dans une chambre d'hôtel.
3 Le Commerce
La prostituée est une fille de province, nommée Isabelle. Elle vit maintenant en ville où elle exerce son métier de manière indépendante, sans proxénète. En sortant d'un supermarché, sa voiture est bloquée par deux proxénètes qui ne tolèrent pas qu'elle empiète sur leur territoire. Pour la punir, ils lui baissent son pantalon et lui donnent une violente fessée.
Isabelle vit avec une amie ; la cohabitation est difficile car elle ne peut pas recevoir de clients chez elle ; elle cherche donc un autre appartement à louer. En attendant, sa jeune sœur lui rend visite. Arrivée de province car elle a besoin d'argent : elle veut acheter un bateau avec des amis. Elle a besoin de 30 000 francs et compte les obtenir en se prostituant pour une durée limitée. Isabelle lui demande si elle sait à quoi s'attendre : oui, elle doit « sucer des pines » ; devra-t-elle avaler le sperme ou faire semblant ? Mieux vaut ne pas faire semblant. Quel goût cela a-t-il ? Tout ce que les hommes veulent, c'est vous humilier, dit Isabelle.
Isabelle se rend chez un client d'un certain âge dans une chambre d'hôtel, l'homme la force à accomplir un acte sordide, elle doit se faire passer pour sa fille pour assouvir un fantasme incestueux. Dans les jours qui suivent, Isabelle téléphone à d'autres numéros trouvés dans les annonces, les appartements ne sont plus disponibles. Elle se rend à un nouveau rendez-vous, un homme d'affaires et son collaborateur la font se déshabiller avec une autre prostituée et organisent un plan à quatre.
Isabelle parvient enfin à obtenir un rendez-vous pour visiter un appartement à louer ; par coïncidence, il s'agit de l'appartement laissé vacant par Denise et Paul. À son arrivée, elle les surprend dans une situation délicate : Paul s'était jeté sur son ex-compagne et la fait tomber par terre. L'arrivée d'Isabelle le convainc de partir.
4 La Musique
Isabelle et Denise découvrent leur compatibilité de caractère, se lient d'amitié et se confient l'une à l'autre. Isabelle loue un logement. Paul donne rendez-vous à Denise à la gare, mais la situation entre eux est désormais totalement compromise, elle part immédiatement sans qu'il puisse l'embrasser.
Un jour, Paul croise son ex-femme et sa fille dans la rue, les arrête et leur propose de se voir plus souvent. Paulette ne lui répond pas mais ne semble pas s'y opposer. Alors qu'il s'éloigne, Paul est renversé par une Mercedes, à bord de laquelle se trouve la sœur d'Isabelle ainsi qu'un homme.
A terre, agonisant, Paul s'étonne de ne pas voir défiler toute sa vie devant ses yeux, et murmure « un peu bêtement, je me suis mis à penser ». Paulette regarde son ex-mari et dit à sa fille « Qu'est-ce que tu regardes ? Ça ne nous regarde plus ».
Alors qu'elle s'éloigne lentement du lieu de l'accident, Cécile passe devant un orchestre à cordes qui joue le générique. De temps en temps, tout au long du film, un personnage disait qu'il entendait de la musique et demandait une explication.

## Fiche technique
Sauf indication contraire, les informations mentionnées dans cette section peuvent être confirmées par la base de données cinématographiques Unifrance,  présente dans la section « Liens externes ».
- Titre original : Sauve qui peut (la vie)
- Réalisation : Jean-Luc Godard
- Scénario et dialogues : Anne-Marie Miéville, Jean-Claude Carrière
- Photographie : Renato Berta, William Lubtchansky, Jean-Bernard Menoud
- Montage : Jean-Luc Godard, Anne-Marie Miéville
- Musique : Gabriel Yared
- Décors : Romain Goupil
- Producteur : Alain Sarde, Jean-Luc Godard
- Sociétés de production : Sonimage / Sara Films / MK2 / SAGA Production /
- Pays de production :  France -  Suisse
- Langue originale : français
- Format : couleurs par Eastmancolor - 1,66:1 - Son mono - 35 mm
- Genre : Drame
- Durée : 88 minutes
- Dates de sortie :
  - France : 22 mai 1980 (Festival de Cannes 1980) ; 15 octobre 1980 (sortie nationale)
  - Suisse : janvier 1981
- Classification :
  - France : interdit aux moins de 18 ans (modifié le 4 janvier 1991 en interdiction aux moins de 12 ans avec le nouveau visa d'exploitation no 51430)[2]

## Distribution
- Isabelle Huppert : Isabelle Rivière
- Jacques Dutronc : Paul Godard
- Nathalie Baye : Denise Rimbaud
- Roland Amstutz : le second client
- Fred Personne : M. Personne, l'autre client
- Anna Baldaccini : La sœur d'Isabelle
- Dore de Rosa : Le liftier
- Monique Barscha : La cantatrice
- Cécile Tanner : La fille de Paul
- Michel Cassagne : Piaget
- Paule Muret : L'ex femme de Paul
- Catherine Freiburghaus : La fille ferme
- Claude Champion : L'inconnu
- Gérard Battaz : Le motard
- Angelo Napoli : Le fiancé italien
- Serge Maillard : L'entraîneur
- Marie-Luce Felber : L'inconnue
- Guy Lavoro : Le secrétaire
- Michelle Gleiser : Une amie
- Maurice Buffat : Un client
- Nicole Jacquet
- Roger Jendly
- Bernard Cazassus
- Eric Defosses
- Nicole Wicht
- Irène Floersheim
- Serge Desarnault
- Girogiana Eaton
- Hélène Hazera : Hélène, amie et colocataire d'Isabelle
- Marguerite Duras : voix (non créditée au générique)

## Production
Début 1979, Marin Karmitz achète les droits d'un film dont on ne sait encore rien et qui est censé représenter le retour de Godard au cinéma commercial après les années de l'avant-garde politico-artistique. Il s'associe à un jeune producteur de 27 ans, Alain Sarde, qui entame dès lors une collaboration avec le réalisateur franco-suisse qui occasionnera 9 films de 1979 à 2004.
Godard demande également l'aide de Jean-Claude Carrière pour le scénario, avec qui il travaille déjà sur un projet de film aux États-Unis sous le patronage d'un de ses vieux admirateurs, le réalisateur Francis Ford Coppola. En réalité, il n'y aura jamais de véritable scénario, mais plutôt un travail d'équipe entre Godard, sa compagne Anne-Marie Miéville et Carrière sur la construction des personnages et des situations, qui s'étend de janvier à mai 1979 dans la ville suisse de Rolle, où vit le couple Godard-Miéville. La fin du film à Genève, dans laquelle le personnage masculin se fait renverser par une voiture, est inspirée de la conclusion de L'Homme qui aimait les femmes (1977) de François Truffaut.
Pour le choix des interprètes, Godard convient avec Alain Sarde d'un portrait commun : « connus mais plutôt jeunes, attirants mais pas nécessairement des vedettes sur lesquelles bâtir financièrement le film, dans le vent mais bon professionnels, un homme et deux femmes pour les trois rôles principaux ». Pour le protagoniste masculin, Sarde propose le chanteur Jacques Dutronc, dont il avait produit les films Violette et François (1978) de Jacques Rouffio et Le Mors aux dents (1979) de Laurent Heynemann. Godard donne au personnage de Dutronc le nom de son père, Paul Godard, et lui demande de porter sa veste pendant le film. Godard voulait faire jouer le personnage de Denise Rimbaud par l'actrice Miou-Miou, issue du milieu du café-théâtre et qu'il avait remarqué dans Jonas qui aura 25 ans en l'an 2000 (1976) de son ami Alain Tanner, mais celle-ci renonça à participer au film après en avoir discuté avec le réalisateur. Godard la remplace par Nathalie Baye, qu'il avait remarqué dans les films de Truffaut (La Nuit américaine, 1973), Pialat (La Gueule ouverte, 1974) et Cavalier (Le Plein de super, 1976). Afin de se familiariser avec les acteurs, le réalisateur va également les observer dans leur vie quotidienne ou dans leur travail. Nathalie Baye témoigne « il était avec moi quand je vivais au quotidien, quand je faisais la cuisine. Il me regardait, c'est tout, et il ne m'a presque rien dit au sujet du film ». Godard va même jusqu'à s'envoler pour le Wyoming où Isabelle Huppert tourne La Porte du paradis de Michael Cimino. Il avait remarqué Huppert dans La Dentellière (1977) de Claude Goretta et Violette Nozière (1978) de Claude Chabrol. Il aurait également voulu que Marguerite Duras apparaisse dans la scène devant la salle de classe, mais la réalisatrice et scénariste n'accepte d'enregistrer qu'une piste audio avec sa propre voix.
D'un scénario écrit, il n'y a pas d'autre trace qu'un document de 5 pages et une « présentation » ultérieure d'une page seulement, qui contiennent le découpage du film en 4 parties (L'imagination, deviendra l'imaginaire).
Le tournage a duré six semaines, de début octobre au 12 novembre 1979, dans la campagne de Rolle ; les scènes urbaines ont été tournées à Lausanne, ainsi que de nombreux intérieurs, tandis que le dénouement a été enregistré à Genève. Le déplacement à vélo de Nathalie Baye dans la campagne a posé quelques problèmes, l'actrice étant peu à l'aise à bicyclette et les exigences du tournage l'ayant amenée plus d'une fois au bord des larmes. Après ces premières difficultés, les choses s'arrangeront pour Baye durant la suite du tournage. Godard donne au dernier moment leurs dialogues aux acteurs. Isabelle Huppert se souvient : « J'ai le souvenir d'avoir eu rapidement conscience avec Godard du fait que ce qui était bien était le plus simple. Il fallait être juste, il fallait être là. Tout s'est donc fait simplement : le premier jour, il m'a mis une écharpe sur le dos, et c'était fait, c'était là. Il est immédiatement dans cette simplicité à laquelle on veut tous parvenir. Il ne demande rien : c'est le degré zéro du jeu, et c'est évidemment ce qu'il y a de plus dur à faire. La prostituée, par exemple, ne fait pas le tapin en faisant tourner son petit sac. Il piège les clichés. Et c'est ça qui la fait exister [...] ».

## Analyse
« Des amis me disent parfois : et pourtant le cinéma n'est pas la vie.... Mais à certains moments, il peut la remplacer, comme une photographie, comme un souvenir. D'ailleurs, je ne fais pas une telle différence entre les films et la vie, je dirais même que les films m'aident à vivre. C'est pourquoi il y a aussi de la vie dans le titre du film. »

— Jean-Luc Godard, Travail-amour-cinéma, 1980,
Sauve qui peut (la vie) est le premier des films suisses de Jean-Luc Godard, revendiqué comme tel par le cinéaste lui-même et par le Centre suisse du cinéma. Installé avec sa compagne Anne-Marie Miéville dans la petite ville de Rolle, dans le canton de Vaud, après un bref passage à Grenoble, le réalisateur revient pour porter à l'écran la fiction traditionnelle, en s'appuyant sur douze années d'expérimentation du langage de l'image. Il est le premier réalisateur venant du cinéma à avoir utilisé aussi massivement la vidéo et la télévision.
Tout au long des années 1980, Godard mettra en effet à profit le travail sur les technologies vidéo auquel il s'était consacré dans les ateliers Sonimage de Grenoble ; les ralentis et les arrêts sur image de Sauve qui peut (la vie), qui soulignent l'instantané et permettent un moment de réflexion esthétique, représentent une sorte de ponctuation dans la grammaire du film : par exemple, dans l'une des scènes d'ouverture, Denise roule à vélo sur une route secondaire dans un beau paysage au bord d'un lac. Le mouvement s'arrête puis repart 19 fois, comme pour accompagner la bande sonore ; l'image semble se décomposer musicalement et picturalement, autour du visage de l'actrice. Elle ralentit, s'arrête et repart, parfois par grappes d'images saccadées, avec un effet qui est l'application de la technologie vidéo à l'image analogique : un panoramique ultra-classique et une décomposition du mouvement expérimentale.
Après avoir expérimenté la technologie vidéo, Godard a ressenti le besoin de souligner que l'arrêt du mouvement et sa décomposition en images fixes distinctes étaient devenus internes à la vie du cinéma, et que la question à l'ordre du jour n'était pas seulement de sauver le cinéma, mais aussi de sauver la vie :

« Godard a une dimension prophétique. Il pressent non seulement la vitesse cinématographique, mais aussi la vitesse du spectateur à appréhender le cinéma de demain. Dans Sauve qui peut (la vie), on a parfois le sentiment de cette vitesse future, et par conséquent de notre vitesse future à l'atteindre. On n'a pas le temps de voir l'image qu'elle est déjà sur nous, déroutante, pénétrante et convaincante. »

— Marguerite Duras
Le film est un triptyque dressant le portrait de trois personnages auquel s'ajoute un prologue et un épilogue. L'intrigue est parsemée d'épisodes narrativement marginaux, qui racontent pourtant une bonne partie du film, car comme le dit le personnage de Piaget à Denise : « Décrire les choses secondaires, ça éclaire vachement les évènements principaux ». Paul lui-même est un personnage secondaire traité comme un personnage principal, et sa mort n'est pas la conclusion naturelle du film, mais un épisode marginal fortuit. Le début du tournage est même retardé de quelques semaines dans l'espoir que Jean-Pierre Beauviala mette au point une caméra 35 mm Aäton plus légère et plus maniable, conformément aux souhaits de Godard, mais il n'y parviendra pas à temps.
Le film regorge d'images de violence, physique et verbale : la fille giflée à la gare parce qu'elle refuse de choisir entre deux hommes, Paul qui se jette littéralement sur Denise en sautant par-dessus la table lorsqu'il comprend qu'il ne la récupérera jamais, l'agression gratuite d'Isabelle par les clients, etc. Le langage est également violent, souvent obscène, comme les avances du concierge, les conversations entre Paul et son ex-femme truffées de gros mots, le sexe tarifé expliqué par Isabelle à sa sœur en termes très crus. Violence, abus et obscénité pourraient sembler être le leitmotiv du film, mais rien n'est comme il semble chez Godard, car cette vulgarité est mise en scène avec des images d'une beauté émouvante, d'une pureté qui confine à la poésie. Le travail du réalisateur sur la critique de l'image nous donne des compositions impeccables, le ralenti arrête l'illusion du mouvement dans des instantanés d'une subtilité photographique. La juxtaposition de couleurs fortement saturées est soigneusement étudiée, la beauté est recherchée dans chaque image : le paysage suisse, le vert des prairies et le bleu du lac, les couchers de soleil, les lumières artificielles de la nuit, le bleu du ciel qui reviendra ponctuellement dans les films Godardiens des années 1980.

## Exploitation
Le film a représenté la Suisse dans la compétition officielle du Festival de Cannes 1980. Les initiés sont partagés entre l'acceptation inconditionnelle et la répulsion. La première projection publique à Cannes est un désastre, de nombreux spectateurs abandonnent la projection pendant la scène avec l'homme d'affaires et les deux prostituées, et à la sortie de la salle, certains s'insurgent contre le réalisateur (« ordure », « dégénéré » ou encore « pornographe »). Même les journalistes sont choqués. La « chaîne sexuelle » mise en scène par Godard a pour but de choquer, mais les journalistes et le public la lisent comme une provocation aguichante d'un réalisateur vieillissant, et non comme un regard caustique sur la dégénérescence et la dépravation du capitalisme.
Le producteur Marin Karmitz évite de distribuer le film en salle jusqu'au mois d'octobre suivant, date à laquelle sort Sauve qui peut (la vie), prétendument remanié par Godard. Pourtant, la critique est quasi unanime que la copie distribuée est absolument identique à celle projetée à Cannes. En 12 semaines à Paris, le film totalise 233 000 entrées, soit le double de la somme investie. En France, le film totalise plus de 620 000 entrées. Aux États-Unis, ce sera le dernier grand succès de Godard, où il sort sous le titre Every Man for Himself au Festival du film de New York, distribué par la société de Francis Ford Coppola. Lors d'un séjour aux États-Unis pour la promotion du film, Godard rend visite à Charles Bukowski pour lui remettre 10 000 dollars en compensation de l'utilisation de passages de ses livres dans les dialogues et de l'inspiration de certaines scènes ; l'écrivain, modestement, n'accepte pas de figurer au générique du film car il n'a pas ses propres dialogues dans le film (il accepte l'argent à la place).

### Accueil critique
À la fin de la projection à Cannes, Bertrand Tavernier aurait éclaté en sanglots « annihilé par l'immensité de l'œuvre », Michel Piccoli aurait déclaré « J'aime, j'aime, j'aime. Ses films, ça me rend gai ! » et Juliet Berto aurait confié « C'est un vieux, ben il m'en a foutu plein la vue. Il faut aller voir ça... ». Par contre, Kirk Douglas, président du jury du festival cette année-là, n'est pas sensible au film qui ressortira bredouille de la compétition. De même, alors que Truffaut triomphe aux Césars 1981 avec dix récompenses pour Le Dernier Métro, Godard ne récupère qu'un petit César du meilleur second rôle féminin pour Nathalie Baye, ce qu'Antoine de Baecque interprète comme un signe d'une défiance du milieu du cinéma à l'égard de Godard, jugé arrogant et donneur de leçons.
Certains journaux ne sont pas non plus convaincus. Le Quotidien de Paris estime que Godard « ne fait plus de cinéma du tout » et qu'il est « à côté de ses pompes », L'Humanité parle d'un « retour peu convaincant », Pauline Kael dans The New Yorker s'estime choquée par le film et voit en Godard un cynique « qui ne croit plus en rien » tandis que Robert Chazal dans France-Soir écrit « cettre rentrée de Jean-Luc Godard s'annonçait comme fracassante. Elle est tout juste désolante. L'ancien galopin plein de charme, de hargne, de talent et d'irrespect est devenu un monsieur un peu fatigué qui se répète et cherche dans la pornographie le renouvellement d'une inspiration qui bégaie ». La plupart des autres journaux défendent le film, de Serge Toubiana et Gilbert Rochu dans Libération à Alberto Moravia dans L'Espresso en passant par Thomas Quinn Curtiss dans l'International Herald Tribune. Même Le Figaro se montre positif : « Le miracle est que dans cette périlleuse entreprise, Jean-Luc Godard demeure un poète et un créateur, qu'il n'est pas une image ou un son qui ne porte la marque de son style, que le réel emplit sans cesse l'écran, que le film est d'une drôlerie célinienne et que, dans le rôle d'une très helvétique putain, Isabelle Huppert est sublime d'indifférence ».
Dans la revue Cinéma 80, Gérard Courant voit dans Sauve qui peut (la vie) « un film génial fait par un génie du cinéma ». Il écrit qu'il trouve le film beau et émouvant parce qu'il a « l’impression que les images durent beaucoup plus longtemps que dans les autres films ». À propos de l'utilisation par Godard des ralentis, Courant l'interprète comme une manière de narguer le « cinéma de consommation courante » en insistant sur la beauté de ses images : « C’est une manière élégante de leur dire : « Aveugles, mettez vos lunettes, je vous laisse le temps de contempler ces images, d’apprécier le mouvement, les couleurs, les flous, la vie arrêtée par saccades, d’essayer de retenir votre souffle, car ça en vaut la peine ! ». »
Sur le site DVDclassik, Jean Gavril Sluka remarque « Il y a une chose fort déconcertante, et en fait fort belle, dans Sauve qui peut (la vie) : le désespoir n’y est pas associé à l’impuissance (acculée à des rôles qui la nient, Isabelle regarde vers des ciels à chaque fois splendides), mais à la puissance. Typiquement (c’est énoncé comme tel) celle de l’homme riche, patron à même de s’acheter tous ses fantasmes, d’humilier tous les autres – et que cette puissance libérée de tant d’entraves confronte à son propre vide, à la finitude la plus éprouvante. L’ardeur n’est pas associée à cette figure sadienne (je le peux donc je le fais : le « pauvre » homme semblant fatigué de sa propre dépravation comme d’un labeur exigeant) mais à des figures de martyrs : Che, Gandhi, Malcolm X... ». Olivier Père sur arte.tv estime que « Godard, grand inventeur de formes, utilise le ralenti de façon inédite, sans doute en souvenir de son approche de la vidéo. Le sens du lyrisme du cinéaste est contrarié par son goût de l’expérimentation. Le résultat, fulgurant de beauté et de violence, compte parmi les chefs-d’œuvre de son auteur ».

### Distinctions
- Prix de l'Âge d'or 1980